# Popęd (fizyka)
Popęd zwany też impulsem i popędem siły – wektorowa wielkość fizyczna charakteryzująca działanie siły w pewnym przedziale czasu, popęd jest równy iloczynowi średniej wartości siły {\displaystyle {\vec {F}}} i czasu {\displaystyle \Delta t} jej działania:
{\displaystyle {\vec {I}}={\vec {F}}\Delta t.}
Dla siły zmieniającej się wzór ten można wyrazić:
{\displaystyle {\vec {I}}=\int {\vec {F}}\,dt,}
gdzie:
{\displaystyle I} – popęd siły {\displaystyle F,}
{\displaystyle F} – siła (w N),
{\displaystyle t} – czas (w s).
Jednostką popędu jest N·s = kg·m/s.
Popęd może posłużyć do innego sformułowania II zasady dynamiki Newtona:
Zmiana pędu ciała jest równa popędowi siły.
Można to wyrazić wzorem:
{\displaystyle \Delta p=I,}
{\displaystyle \Delta {\vec {p}}=m\cdot \Delta {\vec {v}},}
{\displaystyle m\cdot \Delta {\vec {v}}={\vec {F}}\cdot t.}